# 5302 Romanoserra
Az 5302 Romanoserra (ideiglenes jelöléssel 1976 YF5) a Naprendszer kisbolygóövében található aszteroida. Nyikolaj Sztyepanovics Csernih fedezte fel 1976. december 18-án.